# Flöjtkonsert nr 1 (WA Mozart)
Flöjtkonsert G-dur, K. 313, komponerad 1778 av Wolfgang Amadeus Mozart.

## Satser
- I. Allegro maestoso
- II. Adagio non troppo
- III. Rondo: Tempo di minuetto